# Love County
Love County är ett administrativt område i delstaten Oklahoma, USA. År 2010 hade countyt 9 423 invånare. Den administrativa huvudorten (county seat) är Marietta. 

## Geografi
Enligt United States Census Bureau har countyt en total area på 1 378 km². 1 335 km² av den arean är land och 43 km² är vatten.

### Angränsande countyn
- Carter County - nord
- Marshall County - öst
- Cooke County, Texas - syd
- Montague County, Texas - sydväst
- Jefferson County - nordväst

### Orter
- Burneyville
- Leon
- Marietta (huvudort)
- Thackerville